# 培生角 (特拉華州)
培生角（英語：Pearsons Corner）是位於美國特拉華州肯特縣的一個非建制地區。該地的面積和人口皆未知。

## 地理
培生角的座標為39°09′14″N 75°38′59″W / 39.15389°N 75.64972°W，而該地的平均海拔高度為20米（即66英尺）。